# Village Naturiste Cap d’Agde

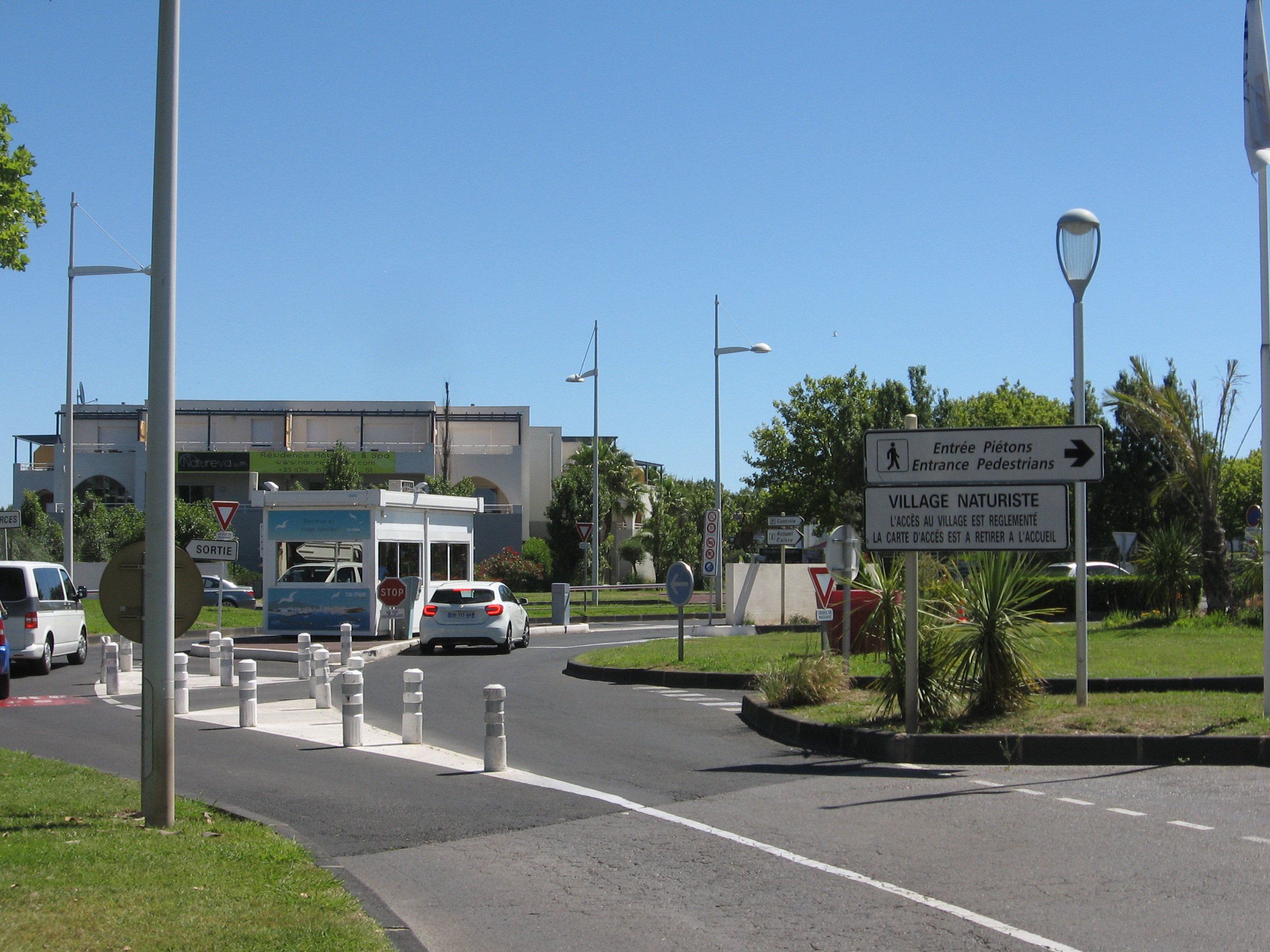
Zugangsbereich zum Village Naturiste

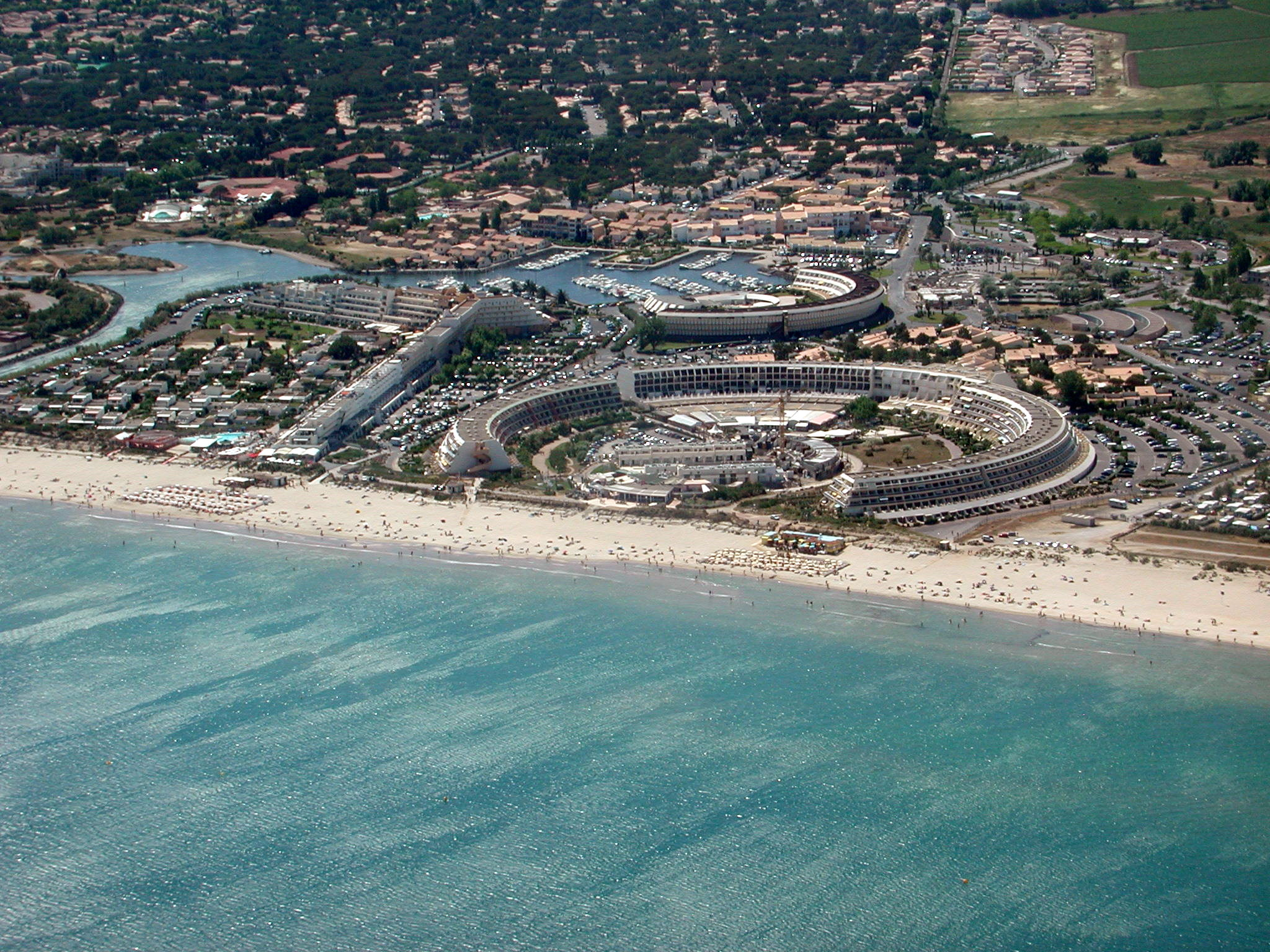
Village Naturiste ohne Campingplatz

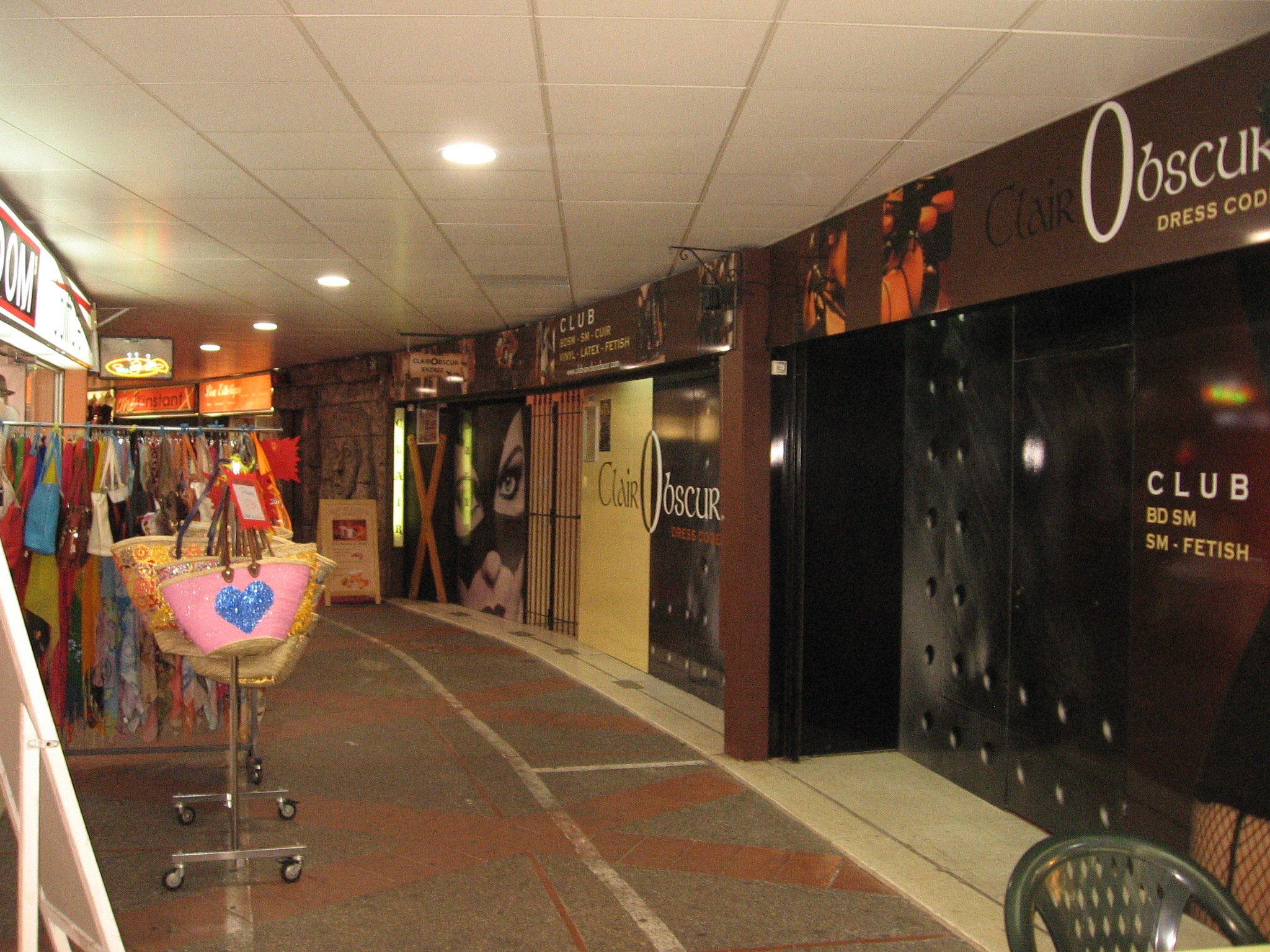
Eingang BDSM-CLUB Clair Obscur im Gebäude Port Ambonne

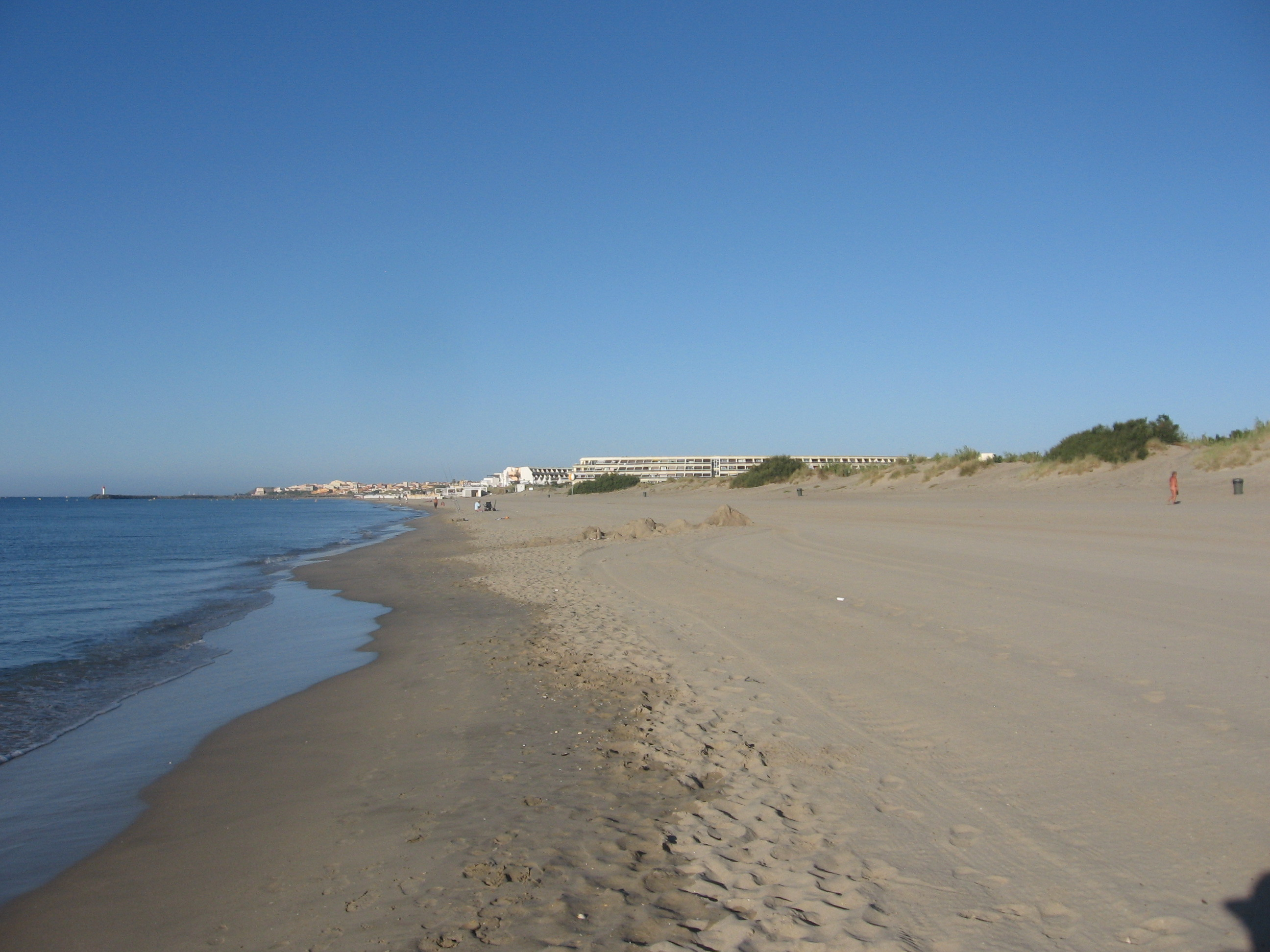
Strand vom Village Naturiste am Morgen ohne Besucher

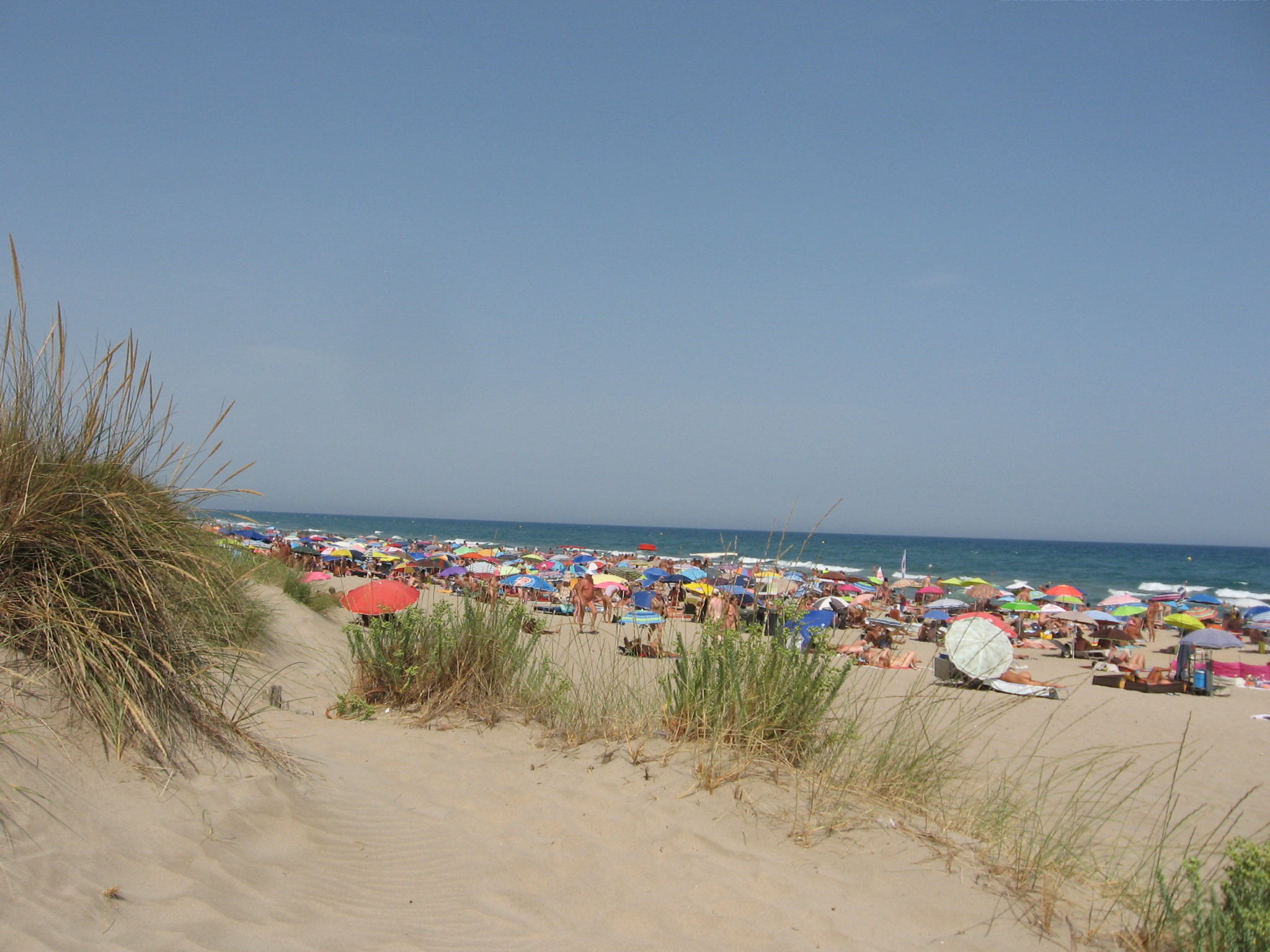
FKK-Strandbereich des Réserve naturelle nationale du Bagnas am Nachmittag mit Badegästen

Das Village Naturiste oder Quartier Naturiste ist eine 120 Hektar große FKK-Anlage im Osten von Cap d’Agde, einem Stadtteil der französischen Stadt Agde an der Mittelmeerküste im Département Hérault. Es handelt sich um einen teilweise urbanen Siedlungskomplex mit zwei Hotels und Campingplatz. Bis zu 40.000 Einwohner und Touristen leben in der Ferienzeit im Village Naturiste. 1,5 Millionen Besucher, Tagesgäste eingeschlossen, besuchen pro Jahr das Gelände. Village Naturiste ist die meistbesuchte FKK-Anlage der Welt. Das umzäunte Village Naturiste ist von Ende März bis Mitte Oktober geöffnet. Um das umzäunte Gelände zu betreten, muss ein Eintrittsgeld bezahlt werden. Die Süddeutsche Zeitung bezeichnete das Village Naturiste als „Welthauptstadt der Nackten“. Nördlich schließt sich das Naturschutzgebiet Reserve Naturelle Nationale du Bagnas an.

## Geschichte und Geländebeschreibung
Das Village Naturiste geht auf einen 1956 von Rene Oltra errichteten Campingplatz zurück. Dieser entwickelte sich zu einem 38 ha großen, separat umzäunten Bereich, dem Centre Helio-Marin Oltra (CHM) mit eigener Zugangskontrolle. Anfang der 1970er Jahre wurden am Reißbrett von der Stadt Agde die drei großen Appartementblöcke Port Ambonne, Heliopolis und Port Nature mit bis zu fünf Etagen geplant und gebaut. Das dreistöckige Halbrondellgebäude Port Ambonne öffnet sich Richtung Westen zum Yachthafen Port Ambonne. Das fünfstöckige, y-förmige sogenannte Hügelhaus Port Nature liegt zwischen dem Hafen Port Ambonne und dem Meer. Das Halbrondellgebäude Heliopolis öffnet sich zum Strand und liegt östlich der beiden anderen Betonblöcke. Um die drei Apartmentblöcke liegen Reihenhäuser inmitten von Grünanlagen. In den Gebäuden von Port Ambonne und Heliopolis befinden sich Versorgungsmöglichkeiten aller Art. Auf dem Gelände des Village Naturiste befinden sich Banken, ein Postamt, Arztpraxen, Friseursalons, etliche Restaurants, Supermärkte, Einzelhandelsgeschäfte, Waschsalons sowie drei Schwimmbäder.
Der FKK-Strand ab der Hafeneinfahrt zum Yachthafen Port Ambonne hat eine Länge von zwei Kilometern. Der Sandstrand fällt sanft zum Meer hin ab und ist daher auch für Kinder gefahrlos nutzbar. Weitere 400 Meter, welche zum Naturschutzgebiet Reserve Naturelle Nationale du Bagnas gehören, werden ebenfalls als FKK-Strand genutzt. Ab dem anschließenden Marseillan Plage von Marseillan ist FKK verboten. Am Strand gibt es Strandbars und Restaurants; es können Segelboote, Liegen und Sonnenschirme gemietet werden.
Heute ist das Feriendorf auch die Hochburg der Swinger geworden. Es gibt mehrere Sex-Shops, fünf Swingerclubs und einen BDSM-Club. Das Viertel hat 2004 seine Genehmigung von der Fédération Française de Naturisme wegen der Anwesenheit der vielen Swinger verloren. An einem Strandabschnitt, welcher auch Baie des cochons (Schweinchenstrand) genannt wird, und zum Reserve Naturelle Nationale du Bagnas gehört, kommt es in der Hauptbesucherzeit im Sommer am Strand und in den Dünen zu sexuellen Handlungen. Sogar Google Maps verzeichnet diesen nur 100 m breiten Strandabschnitt mit Namen. Wegen der Anwesenheit von Swingern gab es zeitweise Proteste einiger Naturisten.

## Centre Helio-Marin Oltra
Der Campingplatz Centre Helio-Marin Oltra (CHM), später umbenannt in Centre Naturiste Oltra, hat 2400 Stellplätze für Zelte, Wohnwagen und Wohnmobile. Auch einige Chalets befinden sich auf dem Platz. Das CHM bietet Sportplätze, Kinderspielplatz, Snackbars, Verkaufsstände, Erste-Hilfe-Station, Wäscherei und einen Mehrzweck-Zeltbau für Disco, Tanzveranstaltungen, Gymnastik.

## Rezeption
Der international bekannteste Besucher ist der französische Schriftsteller Michel Houellebecq. In seinem 1998 erschienenen Roman Les Particules élémentaires, auf Deutsch 2001 als Elementarteilchen veröffentlicht, beschreibt er das FKK-Resort als Ort, an dem Paare ihre Partner tauschen und einsame Single-Männer am Sex teilhaben lassen. Auch Hendrik Auhagens Roman Sonderzone Cap d'Agde beschreibt das sexuell freizügige Leben in den Sommermonaten.
Simon Thaur und Kirsten Krüger, Gründer vom KitKatClub, besuchten mehrfach das Village. Der Mannheimer Stadtrat Julien Ferrat führte 2025 unter hohem medialen Interesse eine im Mannheimer Amtsblatt beworbene Bildungsfahrt nach Cap d'Agde durch und empfahl im Anschluss der Stadt Mannheim ebenfalls ein kommunal organisiertes "FKK-Swinger-Paradies" nach dem Vorbild Cap d'Agdes einzurichten.